# Игра в прятки (фильм, 2005)
«Игра в прятки» (англ. Hide and Seek) — американский триллер 2005 года режиссёра Джона Полсона. Премьера фильма состоялась 27 января 2005 года.

## Сюжет
В семье нью-йоркского психолога Дэвида Калауэя происходит несчастье: его жена Элисон обнаружена мёртвой в ванне со вскрытыми венами. Их дочь Эмили после этого замыкается в себе, и, чтобы развеяться, Дэвид с дочерью переезжают в тихий провинциальный городок. Самоубийство матери сильно сказалось на Эмили: она не желает иметь никаких друзей и сторонится других людей, предпочитая быть в одиночестве. Дэвид старательно конспектирует своё наблюдение за дочерью. Вскоре Дэвид замечает, что из комнаты Эмили начали пропадать её куклы. На вопрос, где они, Эмили отвечает, что они теперь не её друзья, потому что у неё появился новый друг — Чарли. Дэвид понимает, что Чарли выдуманный, но не пытается убедить в этом Эмили. Через некоторое время он находит игрушки Эмили в развороченном состоянии в мусорном баке. Вскоре начинают происходить странные события: Дэвид просыпается однажды ночью и обнаруживает на стене надпись «Зачем ты дал ей умереть?», а ещё позже находит в самой ванной задушенным их домашнего кота и новую надпись «Смотри, что ты натворил». У Эмили на всё один ответ: это Чарли. Постепенно Эмили становится ещё более угрюмой и веселят её лишь игры с Чарли (Дэвид не видит их, только слышит). Дэвиду личность Чарли начинает нравиться всё меньше и меньше — он считает, что Эмили по какой-то причине винит себя в смерти матери и Чарли стал порождением её попыток оправдать себя.
Дэвид знакомится с женщиной Элизабет Янг. Эмили не скрывает своей неприязни к ней. А когда та приводит к ним в гости свою племянницу, чтобы Эмили было с кем поиграть, последняя уродует куклу девочки и говорит, что ей вообще не следовало приходить, потому что «может случиться беда». В гости приезжает коллега Дэвида Кэтрин Карсон, лечившая девочку после стресса. Ей удаётся разговорить Эмили насчёт Чарли: выясняется, что любимая их с Чарли игра — прятки, а цель Чарли — навредить Дэвиду. Кэтрин делает вывод, что девочка серьёзно нездорова и ей требуется продолжить лечение. Дэвид предлагает подождать две недели, в надежде на улучшение. Через некоторое время он замечает, как к его дочери проявляет интерес сосед Стивен. Наведавшись в гости к Стивену и его жене Лоре, Дэвид узнаёт, что у них недавно умерла дочь, которая была одного возраста с Эмили. У Дэвида начинает закрадываться подозрение, что Чарли вовсе не выдуманный, а вполне материальный. Однажды приехавшая Элизабет заходит в спальню к Эмили, пытаясь наладить с девочкой контакт. Эмили тогда предлагает ей сыграть в прятки и найти Чарли, намекнув, что он в шкафу. Когда Элизабет открывает шкаф, кто-то с силой толкает её назад и она выпадает из окна.
Дэвид, который всё это время проспал в своём кабинете, разбужен шерифом Хафферти, который сообщает, что недалеко от их дома найдена разбитая машина Элизабет Янг, но Дэвид говорит, что та не приезжала. После ухода шерифа Дэвид обнаруживает труп Элизабет в ванне, с надписью на стене «Теперь ты понял?». Дэвид призывает Эмили к ответу, и она опять отвечает, что это дело рук Чарли. Сообразив, что в доме был посторонний, Дэвид выбегает на улицу, где сталкивается со Стивеном. Решив, что он и есть Чарли, Дэвид ранит его ножом и запирается в доме. Тут его взгляд падает на нераскрытые коробки со своими вещами (хотя до этого зритель мог видеть, как Дэвид их вскрывал), а когда он открывает журнал, где писал свои наблюдения за дочерью, то видит чистые страницы. В ретроспективе воссоздаются события былого: Элисон изменила Дэвиду и у него, когда он об этом узнал, случилась психологическая травма, которая породила в нём совершенно постороннюю личность в виде того самого Чарли. Дэвид вспоминает, что в ту ночь он задушил Элисон и отнёс её тело в ванную, представив всё как самоубийство. Эмили видела это, из-за чего и замкнулась. Когда они переехали, то личность Чарли стала доминировать в Дэвиде и, когда ему казалось, что он работает у себя в кабинете, он в это время находился в другом месте.
В момент осознания истины личность Чарли берёт верх над Дэвидом и угрожает убить Эмили. Эмили, спасаясь от него, убегает через окно. В конечном итоге Дэвид-Чарли добирается до Эмили, но его убивает приехавшая на помощь Кэтрин.

### Финал
Официально у фильма два финала. Один был смонтирован для американского проката, второй — для зарубежного. А поскольку компания Fox впервые за 70 лет отправила фильм в печать без переделанного финала, то концовка стала известна только в день премьеры. В британском прокате шли обе версии фильма.
Первая концовка (демонстрировалась в российском прокате)
Эмили счастливо живёт с Кэтрин. Утром Кэтрин готовится отвести Эмили в школу. Сама Эмили тем временем сидит за столом и рисует картинку. Когда они уходят, зрителю показывают рисунок Эмили, на котором та изобразила себя и Кэтрин. У Эмили нарисовано две головы.
Вырезанная сцена: альтернативный вариант — зрителю опять показывают рисунок, но у Эмили одна голова.
Вторая концовка
Эмили рисует, сидя на кровати в детской. Заходит Кэтрин, немного разговаривает с Эмили, потом укладывает её спать. Когда она уходит, Эмили просит её оставить дверь приоткрытой, но Кэтрин отвечает, что не может этого сделать. Когда Кэтрин закрывает дверь, выясняется, что детская на самом деле является больничной палатой в психиатрической клинике. К Кэтрин подходит доктор, который спрашивает её о состоянии Эмили. Та отвечает, что Эмили идёт на поправку и через несколько дней она заберёт её домой.
Вырезанная сцена-1: дополнительное окончание — после того, как Кэтрин с доктором уходят, зритель снова переносится в палату, где Эмили сидит на кровати, закрыв глаза и считает: «одна тысяча.. две тысячи…». Затем она встаёт, распахивает стенной шкаф и с улыбкой говорит: «А! Вот ты где!», после чего зрителю показывают в глубине шкафа зеркало, а реплика адресована отражению Эмили.
Вырезанная сцена-2: альтернативный вариант — комбинация самой концовки и вырезанного дополнительного финала. В этом варианте отсутствуют кадры, где Кэтрин отказывается оставлять дверь открытой и её последующий диалог с доктором — всё представлено так, будто Эмили не в больнице, а в доме Кэтрин.

## В ролях
| Актёр            | Роль            |
| ---------------- | --------------- |
| Роберт де Ниро   | Дэвид Каллауэй  |
| Дакота Фэннинг   | Эмили Каллауэй  |
| Фамке Янссен     | Кэтрин Карсон   |
| Эми Ирвинг       | Элисон Каллауэй |
| Элизабет Шу      | Элизабет Янг    |
| Дилан Бейкер     | шериф Хафферти  |
| Мелисса Лео      | Лаура           |
| Роберт Джон Берк | Стивен          |

## Факты
- В ходе рекламной кампании киностудия 20th Century Fox организовывала доставку фильма в кинотеатр непосредственно в день премьеры для того, чтобы пресечь утечку сведений о концовке фильма[3].
- В США фильм собрал $51 100 486, из них в первый уик-энд проката $21 959 233. В других странах было собрано $71 544 334, что в общей сложности составило $122 644 820[4].
- У фильма имеется четыре альтернативные концовки.
- Личность главного персонажа фильма — Дэвида Коллуэя — была подвергнута психиатрическому разбору[5].

## Награды
- Премия канала «MTV» 2005 года — Лучшая роль в фильме ужасов/триллере (Дакота Фэннинг)[6]